# Дхаранбудгу (атол Фаафу)
Дхаранбудгу (Дхівехі : ދަރަނބޫދޫ) — один із населених островів атола Фаафу на Мальдівах. Острів лежить за 138,88 км на південний захід від столиці країни Мале.
Населення острова у 2006 році становило 279 осіб, а у 2014 чисельність зросла до 384.